# Hintereggkogel
Der Hintereggkogel, auch Hinteregger Kogel oder Feldkögele, ist ein 2638 m ü. A. hoher Berggipfel im Frosnitzkamm der Venedigergruppe im Norden Osttirols.

## Lage
Der Hintereggkogel liegt im Osten der Venedigergruppe bzw. im äußersten Osten des Frosnitzkamms an der Gemeindegrenze zwischen Matrei in Osttirol im Südosten und Virgen im Südwesten. Der Gipfelbereich befindet sich knapp innerhalb des Nationalparks Hohe Tauern (Kernzone). Der Hintereggkogel bildet den Abschluss des Frosnitzkamms im Osten, wobei der Hintereggkogel über die Zedlacher Wiesen nach Osten ins Tauerntal abfällt. Der Südgrat des Hintereggkogels fällt über den Planissbichl (2160 m ü. A.) zur Wodenalm und dem Zedlacher Paradies ab, im Norden findet sich das Nuenitzköpfl (2028 m ü. A.)  und das Tal des Frosnitzbachs. Nach Westen verläuft der Frosnitzkamm vom Hintereggkogel zur Bretterwand. 

## Aufstiegsmöglichkeiten
Der Normalweg auf den Hintereggkogel nimmt seinen Ausgang in der Matreier Ortschaft Zedlach. Von Zedlach gelangt man über das Zedlacher Paradies zur Wodenalm, von der man über die Zedlacher Wiesen zum Planissbichl (auch Zedlacher Wiesenkopf genannt) aufsteigt. Der weitere Aufstieg folgt dem Kammverlauf, wodurch man auf die Erhebung Hohes Feld gelangt. Vom Hohen Feld aus ist der Hintereggkogel über einige Felsen erreichbar (I). Als alternativer Aufstiegsweg ist die Besteigung des Ostgrats von der Matreier Ortschaft Hinteregg möglich (III-).